# スヴェン＝エリク・オルソン
スヴェン＝エリク・オルソン（Sven-Erik Olsson, 1923年7月7日 - 1985年3月7日) は、第二次世界大戦中のナチス・ドイツ武装親衛隊のスウェーデン人（バルト・ドイツ人）義勇兵。武装親衛隊にスウェーデン人義勇兵として最初に入隊し、また、武装親衛隊スウェーデン人義勇兵で唯一黄金ドイツ十字章を授与された人物。最終階級はSS曹長(SS-Oberscharführer)。

## 幼少時の経歴
1923年7月7日、オルソンはエストニアのパルヌ（Pärnu）にスウェーデン人の父とドイツ人の母の子として生まれた。成長後はパルヌのドイツ人学校に通い、また、バルト・ドイツ人の青少年組織（Baltendeutschen Jugendorganisation）にも加入した。

## 親衛隊特務部隊入隊
ヨーロッパで第二次世界大戦が勃発して2ヶ月が経った頃の1939年11月8日、まだ16歳のオルソンは武装親衛隊の前身である親衛隊特務部隊に志願入隊した。基礎訓練のためにSS髑髏新兵連隊（SS-Totenkopf-Rekreuten-Standarte）第16（機関銃）中隊で数ヶ月過ごした後、オルソンは1940年5月1日に第14SS髑髏連隊（SS-Totenkopf-Standarte 14）第9中隊に配属され、同年10月14日には同連隊の通信隊に配属された。
1941年5月、オルソンはオランダにおいて海岸防衛の任に就いた。5月1日にはSS上等兵（SS-Sturmmann）に昇進し、6月1日にはSS下士官候補生（SS-Unterführeranwäreter）となり、東プロイセンの親衛隊全国指導者司令部（Kommandostab Reichsführer SS）に異動した。その後、オルソンは通信兵としてドイツ国防軍や武装親衛隊の様々な部隊で勤務し、1942年9月1日にはSS伍長（SS-Unterscharführer）に昇進した。

## 「フルンツベルク」師団時代
1943年2月、オルソンは新設のSS装甲師団「フルンツベルク」に配属され、同師団の第10SS通信大隊（SS-Nachrichten-Abt. 10.）第2通信中隊で勤務した。1944年4月、オルソンはウクライナ西部のタルノポールの戦いに参加し、同年5月中にSS曹長(SS-Oberscharführer)に昇進した。
この時にオルソンは師団長であるハインツ・ハルメルSS上級大佐（当時）直属の通信兵となり、1944年6月のノルマンディーにおける連合軍との戦いに参加した。1944年8月、ファレーズ包囲戦の際にオルソンは負傷したが、後に原隊に復帰した。
1945年、オルソンはポメラニア戦線に従軍し、シュタルガルト、アルトダム、シュテッティンを巡る攻防戦に参加した。
1945年4月20日、オルソンは師団長のハインツ・ハルメルSS少将（1944年9月付でSS上級大佐から昇進）から黄金ドイツ十字章を授与された。
終戦直前にオルソンは（おそらく数名の戦友か部下とともに）ドレスデンへ辿り着こうとしたが失敗したため、コトブスのラウム（Raum）において西側連合軍のもとへ向かった。

## 戦後
オルソンは終戦時に連合軍に投降して捕虜となったが、1947年に釈放され、その後は父の故郷であるスウェーデンへ向かった。
1985年3月7日、オルソンはスイスのアローザ（Arosa）で亡くなった。61歳であった。

## 勲章
- 二級鉄十字章
- 一級鉄十字章
- 白兵戦章銅
- 黄金ドイツ十字章（1945.04.20）

## 写真
第二次世界大戦中のスヴェン＝エリク・オルソンSS曹長を撮影した写真はこれまでに3種類が確認されている。

装甲兵科の黒い制服にSS伍長の襟章と肩章を着用しているポートレイト

- "Europäisch Freiwillige im Bild" p29右下
- Axis History Factbook: Swedish volunteers: Sven-Erik Olsson http://www.axishistory.com/index.php?id=2787

武装親衛隊のM44迷彩野戦服に身を包み、道路上でハインツ・ハルメルSS上級大佐の口述命令を筆記している写真（1944年7月末、ノルマンディーでの撮影）

- "Soldiers of the Waffen-SS: Many Nations, One Motto." p350

草木でカモフラージュしたキューベルワーゲンに、ハインツ・ハルメルSS上級大佐と共に乗車している写真（1944年7月、ノルマンディーでの撮影）

- "Swedes at War: Willing Warriors of a Neutral Nation, 1914-1945" p252

## 註
1. ↑  1939年11月8日付の入隊のため、正確には武装親衛隊の前身である親衛隊特務部隊時代から勤務していた。Axis History Forum ･ View topic - Swedish SS volunteers http://forum.axishistory.com/viewtopic.php?f=51&t=42943
2. ↑  Axis History Factbook: Swedish volunteers: Sven-Erik Olsson http://www.axishistory.com/index.php?id=2787
3. ↑  国防軍最高司令部（OKW）発行の受章証書（勲記）は紛失しているものの、ハルメルSS少将が直々に授与したことを明らかにしている。Axis History Forum • View topic - DKiG for foreigners http://forum.axishistory.com/viewtopic.php?t=3875

## 文献
- Ertel, Heinz / Schulze-Kossens, Richard. Europäisch Freiwillige im Bild. Coburg, Deutschland: NATION EUROPA VERLAG GmbH, 2000. ISBN 3-920-677-23-4
- Rikmenspoel, Marc. Soldiers of the Waffen-SS: Many Nations, One Motto. Manitoba, Canada: J.J. Fedorowicz Publishing, 1999. ISBN 0-921991-42-8
- Gyllenhaal, Lars / Westberg, Lennart Swedes at War: Willing Warriors of a Neutral Nation, 1914-1945. THE ABERJONA PRESS, Bedford, Pennsylvania 2010. ISBN 978-0-9777563-1-5